# Badminton-Ozeanienmeisterschaft für Behinderte 2023
Die Badminton-Ozeanienmeisterschaft für Behinderte 2023 fand vom 29. September bis zum 1. Oktober 2023 in Perth statt.

## Medaillengewinner
| Disziplin            | Gold                               | Silber                             | Bronze                                 |
| -------------------- | ---------------------------------- | ---------------------------------- | -------------------------------------- |
| Herreneinzel WH1–WH2 | Qambar Ali Akhteyari               | Lochan Cowper                      | Grant Manzoney                         |
| Herreneinzel WH1–WH2 | Qambar Ali Akhteyari               | Lochan Cowper                      | Nang Nguyen Van                        |
| Herreneinzel SL3–SL4 | Corrie Robinson                    | Wojtek Czyz                        | Kenneth Adlawan (SL3–SL4)              |
| Herreneinzel SL3–SL4 | Corrie Robinson                    | Wojtek Czyz                        | Lachlan Boulton (SL3–SL4)              |
| Herreneinzel SL3–SL4 | Corrie Robinson                    | Wojtek Czyz                        | Jerome Bunge (SL3)                     |
| Herrendoppel WH1–WH2 | Lochan Cowper Qambar Ali Akhteyari | Martyn Ford Grant Manzoney         | Christpher Ricardo Bonilla Chiang Siah |
| Herrendoppel WH1–WH2 | Lochan Cowper Qambar Ali Akhteyari | Martyn Ford Grant Manzoney         | Nang Nguyen Van Hayden Braun           |
| Herrendoppel SL3–SL4 | Wojtek Czyz Corrie Robinson        | Kenneth Adlawan Lachlan Boulton    | Oliver Kiran Linton Danny Ten          |
| Dameneinzel SL4–SU5  | Caitlin Dransfield                 | Celine Aurelie Vinot               | Arika Shetty                           |
| Dameneinzel SL4–SU5  | Caitlin Dransfield                 | Celine Aurelie Vinot               | Carrie Wilson                          |
| Damendoppel SL3–SU5  | Caitlin Dransfield Carrie Wilson   | Zashka Gunson Celine Aurelie Vinot | Arika Shetty Amonrat Jamporn           |
| Mixed WH1–WH2        | Lochan Cowper Mischa Ginns         | Nang Nguyen Van Janine Watson      | Grant Manzoney Marinda Jones           |
| Mixed SL3–SU5        | Corrie Robinson Carrie Wilson      | Lachlan Boulton Zashka Gunson      | Oliver Kiran Linton Amonrat Jamporn    |
| Mixed SL3–SU5        | Corrie Robinson Carrie Wilson      | Lachlan Boulton Zashka Gunson      | Kenneth Adlawan Arika Shetty           |